# 大井镇 (高州市)
大井镇，是中华人民共和国广东省茂名市高州市下辖的一个乡镇级行政单位。位于高州市北部，东岸河与鉴江汇合处。名取于当地的一口大水井。1957年置大井乡，1961年成立大井公社，1983年改区，1987年建镇。镇政府驻大井圩。

## 行政区划
大井镇下辖以下地区：
大井社区、大井村、大沙村、东光村、清垌村、沙地村、上平村、六祥村、青山村、木广垌村、长沙村、天堂村、塘头村、石咀村和大坡山村。